# BWO
Bodies without Organs (с англ. — «Тела без органов») — электропоп-группа из Швеции. Александр Бард создал трио в 2004 году, в него вошли бывшая солистка Vacuum Марина Шипченко и молодой певец Мартин Ролински. В создании песен принимает участие Андерс Хэнсон, а иногда и бывший солист «Army of Lovers» Жан-Пьер Барда. Практически полностью отказавшись от использования музыкальных инструментов, Александр и его коллеги пишут и исполняют музыку на ноутбуках.

## Название
Название группы произошло от философского термина, описанного Жилем Делёзом и Феликсом Гваттари в книге «Анти-Эдип», и подразумевающего «виртуальность», «виртуальное тело». Впоследствии Александр Бард сократил название до BWO.

## Творчество
Дебютный альбом «Prototype» вышел в марте 2005 года, мгновенно став лидером хит-парадов в первую очередь в Швеции, а также в России. Особая любовь у группы BWO к России — именно здесь дебютный альбом был выпущен на несколько месяцев раньше, чем во всём остальном мире. 7 песен из первого альбома стали синглами. А первый хит группы «Living In A Fantasy» держался в российских поп-чартах более 8 месяцев подряд. Трио также добилось огромного успеха на Украине, в Турции, Болгарии, Швейцарии, Таиланде, Германии, Финляндии, и даже на таком экзотическом рынке как Ливан. В Великобритании BWO попали в престижные клубные чарты с ремиксами от создателей проекта Shapeshifters.
«Halcyon Days» — второй альбом группы и самая смелая заявка на лидерство в мировых чартах появился через год. По традиции в России диск увидел свет всего на месяц позже, чем в Швеции, но раньше, чем во всей остальной Европе. Первый сингл «Temple Of Love» — это настоящий поп-хит с сильным звучанием, уже лидировавший несколько недель в национальном чарте Швеции. Вторым синглом с нового альбома стала красивая баллада в фирменном стиле «We Could Be Heroes». В этот альбом также вошёл кавер на супер-хит Army Of Lovers «Obsession» и «Верлан».
Очередной третий по счёту альбом «Fabricator» увидел свет в сентябре 2007 года, с хитами «Save My Pride», «Let It Rain», «Rhythm Drives Me Crazy» и «Give Me The Night».
В четвёртый компиляционный альбом «Pandemonium», выпущенный в апреле 2008 года, вошли три новых композиции «Lay Your Love On Me», «Barcelona», а также «The Bells of Freedom».
Пятый по хронологии (четвёртый студийный) альбом «Big Science» вышел 1 апреля 2009 года. Песня «You're Not Alone», ставшая первым синглом с альбома, участвовала в шведском национальном отборе на Евровидение 2009. Второй сингл «Right Here Right Now» вышел 27 мая, третий «Rise To The Occasion» — ближе к концу года.
Группа объявила о распаде в начале 2010 года на неопределённый срок.

## Дискография

### Студийные альбомы
| Релиз    | Альбом       | Шведские Альбомы | продажи                       |
| -------- | ------------ | ---------------- | ----------------------------- |
| мар 2005 | Prototype    | 2                | Швеция: Платиновый (янв 2006) |
| апр 2006 | Halcyon Days | 1                |                               |
| сен 2007 | Fabricator   | 1                |                               |
| апр 2009 | Big Science  | 1                |                               |

### Компиляции и ремиксы
| Релиз    | Альбом         | Шведские Альбомы | продажи |
| -------- | -------------- | ---------------- | ------- |
| дек 2006 | Halcyon Nights | 1                |         |
| апр 2008 | Pandemonium    | 1                |         |

### Синглы
| Релиз    | Песня                           | Sweden Singles | Sweden Tracks | Finland Singles | Ukraine Singles | Russia Singles | UK Singles | UK Indie | Europe Official Top 100 | Альбом       |
| -------- | ------------------------------- | -------------- | ------------- | --------------- | --------------- | -------------- | ---------- | -------- | ----------------------- | ------------ |
| май 2004 | «Living In A Fantasy»           | 1              | 1             |                 | 1               | 1              |            |          | 1                       | Prototype    |
| окт 2004 | «Conquering America»            | 27             | 15            |                 | 2               | 16             |            |          | 35                      | Prototype    |
| фев 2005 | «Sixteen Tons of Hardware»      | 11             | 14            | 8               | 1               | 10             |            |          | 28                      | Prototype    |
| май 2005 | «Gone»                          | 40             | 16            |                 |                 |                |            |          |                         | Prototype    |
| июн 2005 | «Open Door»                     | 28             | 4             |                 | 2               |                |            |          | 41                      | Prototype    |
| авг 2005 | «Sunshine In The Rain»          | 12             | 6             |                 |                 |                | 69         | 1        |                         | Prototype    |
| дек 2005 | «Voodoo Magic»                  | 38             | 14            | 12              | 3               |                |            |          |                         | Prototype    |
| мар 2006 | «Temple Of Love»                | 1              | 2             |                 |                 |                |            |          |                         | Halcyon Days |
| май 2006 | «We Could Be Heroes»            | 26             | 10            |                 |                 |                |            |          |                         | Halcyon Days |
| сен 2006 | «Will My Arms Be Strong Enough» | 39             | 16            |                 |                 |                |            |          |                         | Halcyon Days |
| окт 2006 | «Chariots Of Fire»              | 45             | 14            |                 |                 |                |            |          |                         | Halcyon Days |
| май 2007 | «Save My Pride»                 | 14             | 18            | 6               |                 |                |            |          | 62                      | Fabricator   |
| авг 2007 | «Let It Rain»                   | 23             | 17            |                 |                 |                |            |          |                         | Fabricator   |
| авг 2007 | «Rhythm Drives Me Crazy»        | 35             |               | 13              |                 |                |            |          |                         | Fabricator   |
| окт 2007 | «The Destiny Of Love»           | 56             |               | 18              |                 |                |            |          |                         | Fabricator   |
| дек 2007 | «Give Me The Night»             |                |               |                 |                 |                |            |          |                         | Fabricator   |
| мар 2008 | «Lay Your Love On Me»           | 2              | 1             |                 |                 |                |            |          | 91                      | Pandemonium  |
| май 2008 | «Barcelona»                     | 56             |               |                 |                 |                |            |          |                         | Pandemonium  |
| авг 2008 | «The Bells of Freedom»          | -              | -             | -               | -               | -              | -          | -        | -                       | Pandemonium  |